# Financijska nevjernost
Financijska nevjernost, pojam je koji se rabi za opisivanje radnji u kojem osobe koje se nalaze u braku ili u nekoj životnoj zajednici troše novac, drže tajne račune, posuđivaju novac, ili ulaze u dug a da ne upoznavaju suprugu/supruga ili osobu s kojima žive u bliskoj životnoj zajednici. Financijska nevjernost također obuhvaćaju i sve druge financijske odluke koje mogu dovesti do financijskog stresa unutar braka ili životne zajednice.